# Șehină
Șehină (în ebraică Šekīnā, transliterat și: Shehină sau Shekhina) este un cuvânt ebraic care înseamnă „a locui sau a fi prezent” și se referă la prezența divină.
Șehina variază în funcție de relatările din Tanakh, până când dispare în cele din urmă, încheind era profeților. Șehina nu se găsește nicăieri în Tanakh, ci apare în Mișna, Talmud și Midrash. În creștinism este de obicei asociat cu Duhul Sfânt.

## Nume alternative
- Shekinah
- Șehina
- Șehină
- Șekinah
- Șekinah
- Șekinah
- Șehina
- Shekhinah (pronunțat /shekhinah/)
- Shechina (pronunțat /shejiná/)
- Shechinah (pronunțat /shejiná/)
- Șechina (pronunțat /șehină/).

## Etimologie
Substantivul Shekhinah derivă din verbul shakan sau shachan (שכן), care în ebraica biblică înseamnă literal „a locui” și este folosit frecvent în Biblia ebraică ( Tanah, cunoscută în creștinism sub numele de Vechiul Testament ). În ebraica rabinică antică, cuvântul este folosit frecvent cu referire la cuiburi și la obiceiul păsărilor care trăiesc în ele. În mod similar, în gândirea evreiască clasică, Șehina se referă la locuința prezenței divine, până în punctul în care, în apropierea Șehinei, comuniunea cu Dumnezeu este percepută mai puternic.
Cuvântul ebraic mishkan ( tabernacolul templului, unde locuiește Dumnezeu) derivă din rădăcina menționată anterior shakan. A fost folosită și ca binecuvântare de Șabat (sâmbătă) în Templul din Ierusalim. Se crede că cuvântul grecesc skene („a locui”) este înrudit cu shekhinah și shakan.